# Kaili Huangping Airport
Kaili Huangping Airport är en flygplats i Kina. Den ligger i prefekturen Qiandongnan Miao and Dong Autonomous Prefecture och provinsen Guizhou, i den sydvästra delen av landet, omkring 140 kilometer öster om provinshuvudstaden Guiyang.
Runt Kaili Huangping Airport är det ganska tätbefolkat, med 172 invånare per kvadratkilometer. I omgivningarna runt Kaili Huangping Airport växer huvudsakligen savannskog.
Genomsnittlig årsnederbörd är 1 500 millimeter. Den regnigaste månaden är maj, med i genomsnitt 272 mm nederbörd, och den torraste är januari, med 35 mm nederbörd.